# Reginald Mitchell
Pour les articles homonymes, voir Mitchell.
Cet article possède un paronyme, voir R. J. Mitchell.
Reginald Mitchell ou R. J. Mitchell (né Reginald Joseph Mitchell le 20 mai 1895 à Talke (en) (Angleterre) - mort le 11 juin 1937 à Southampton) fut un ingénieur aéronautique et designer industriel britannique, principal concepteur du Spitfire.

## Biographie
Au terme d'études élémentaires au lycée professionnel de Hanley High School (Stoke-on-Trent), il entra à 16 ans comme apprenti chez un fabricant de locomotives de Fenton, la Sté Kerr Stuart & Co. Affecté au bureau d'étude de la société, il apprit les sciences de l'ingénieur et les mathématiques par les cours du soir.

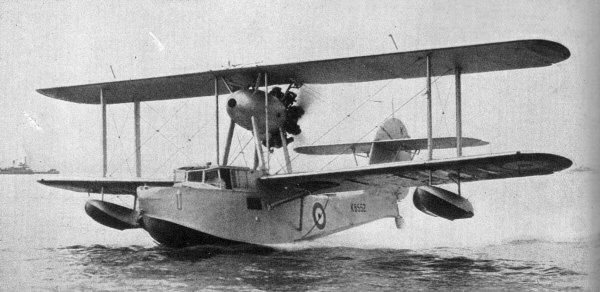
Le Walrus du constructeur Supermarine (1935)

En 1917 il prit les fonctions d'ingénieur aux usines de Supermarine Aviation à Southampton. Par une progression rapide au sein de cette entreprise, Mitchell devint chef de projet en 1919 , puis ingénieur en chef en 1920 et enfin Directeur technique en 1927. Son prestige était alors tel que lorsque Vickers racheta Supermarine en 1928, l'acquéreur posa comme condition que Mitchell serait conservé comme chef de projet pour les cinq années à venir.
Entre 1920 et 1936, Mitchell conçut au total 24 appareils. Comme Supermarine était avant tout un constructeur d'hydravions, ce furent surtout ces avions amphibies comme le Supermarine Sea Eagle (en), le Supermarine Sea King, le Supermarine Walrus et le Supermarine Stranraer ; mais il y eut aussi des avions de tourisme, des chasseurs, dont le légendaire Spitfire en 1936 qui entrera en exploitation deux ans plus tard, et des bombardiers.
Mitchell s'imposa d'abord par ses travaux sur les avions de concours, que Supermarine présentait pour les défis de la Coupe Schneider : le Supermarine S.4 de 1925, qui s'écrasa au sol avant les épreuves, puis deux Supermarine S.5 (1927), qui prirent les deux premières places. Le Supermarine S.6 remporta encore le prix en 1929. Le dernier appareil à concourir, le Supermarine S.6B, marqua l'apogée des créations de Mitchell, comme « la perfection dans le domaine des hydravions de vitesse. » Le S.6B remporta la coupe en 1931 et battit le record mondial de vitesse en l'air 17 jours plus tard.
Mitchell fut décoré de l'Ordre de l'Empire britannique en 1932, en reconnaissance de ses contributions au vol de vitesse.

## Le chasseur Spitfire
Le talent technique que Mitchell déploya dans la conception du Spitfire s'était épanoui dans les recherches qu'il avait menées pour les hydravions de la Coupe Schneider : la part prise par les innovations de ce début des années 1930 est souvent négligée par les biographes de Mitchell, de même que sa vive curiosité pour les travaux des Allemands, qui transparaissent dans son angoisse de l'insuffisance des défenses anti-aériennes britanniques.
En 1931, le Ministère de l'Air venait de publier ses « Directives F7/30 », pour l'appel d'offres destiné à remplacer les Gloster Gauntlet. Le projet de Mitchell, le Type 224 (en), fut l'un des trois retenus par le Ministère pour la construction d'un prototype.
Le Spitfire est resté en service dans la Royal Air Force jusqu'en 1954. La pureté de ses lignes, ses qualités de vol et son rôle dans la bataille d'Angleterre ont fait du Spitfire un mythe et l'un des avions militaires les plus connus au monde.